# 豫州 (九州)
豫州，是漢族傳統中的漢地九州之一，位于九州之中，故别称中州，於黃河至漢水上游之間的地區，領有中原的主要地域，相當今黃河以南的河南省地區。

## 範圍
| 《禹贡》豫州 | 漢代政區       | 晋代政區       | 明代政區                                                     | 今行政區劃 |
| ------------ | -------------- | -------------- | ------------------------------------------------------------ | ---------- |
| 豫州         | 弘農郡、河南郡 | 弘農郡、河南郡 | 歸德府、河南府、南陽府、汝寧府、汝州、開封府部分、襄陽府部分 | 河南省     |
| 豫州         | 豫州           | 豫州           | 歸德府、河南府、南陽府、汝寧府、汝州、開封府部分、襄陽府部分 | 河南省     |

## 歷史
漢武帝元封五年（公元前106年）於豫州地區設置豫州刺史部作為監察區，漢靈帝中平五年（188年），豫州成為一級行政區域，南北朝時期，行政州份的數量增多，豫州地區遂被分割為多個州份，如南朝宋設有南豫州，南朝齊在南豫州之外還另設有豫州，北魏則改豫州為洛州，又另改司州為豫州。隋朝於豫州地區設有16個郡，唐代豫州地區屬河南道，宋朝時豫州地區分屬京東路、京西路、淮南路管轄，明代豫州地區屬河南省，至今也隸屬河南省，簡稱“豫”。

## 備註
1. 1 2  由京兆尹、左馮翊、右扶風、弘農郡、河東郡、河內郡、河南郡，共七郡組成，其中京兆尹、左馮翊、右扶風三郡屬雍州，河東郡、河內郡二郡屬冀州，弘農郡、河南郡二郡屬豫州[參⁠ 3]
2. 1 2  只有該府部份地區
3. ↑  黃河以北的地區除外
4. ↑   註: